# 奥只見ダム

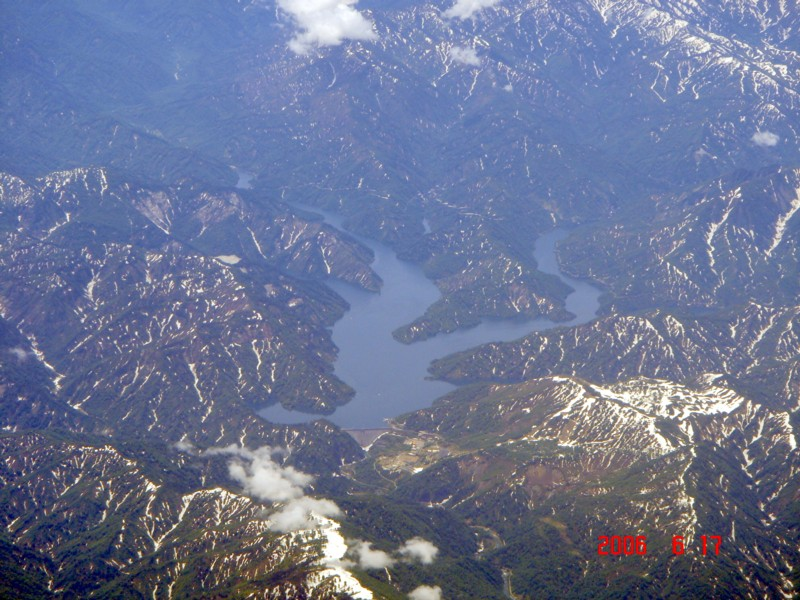
奥只見湖空撮

奥只見ダム（おくただみダム）は、福島県南会津郡檜枝岐村と新潟県魚沼市に跨る、一級河川・阿賀野川水系只見川最上流部に建設されたダムである。
電源開発株式会社が管理する発電用ダム。型式は重力式コンクリートダム、堤高は157.0 mでダム堤高では日本で第5位（2009年時点）の高さであり日本一高い重力式コンクリートダムでもある。ダムによって出来た人造湖・奥只見湖（銀山湖）は湛水面積 (1,150 ha) が日本では3番目に広く（2009年時点）、総貯水容量 (601,000,000 m3) は第2位（2009年時点）の人造湖である（総貯水容量第1位は2007年に完成した揖斐川の徳山ダム (660,000,000 m3) ）。越後三山只見国定公園に指定されている。
2023年（令和5年）9月に只見川ダム施設群として土木学会選奨土木遺産に認定された。

## 沿革

### 只見川電源開発計画
尾瀬沼を源に阿賀野川に注ぐ只見川は、有数の豪雪地帯でありかつその流域のほとんどを山地で占めている。この為水量が通年豊富で急流であることから、古くより水力発電の適地として既に明治時代より電源開発計画が為されていた。只見川の総合的な電源開発は1936年より実施された「第3次発電水力調査」に基づき当時の逓信省から発案され、その後日本発送電株式会社によって只見川から阿賀野川まで階段式にダム式発電所を建設する計画が進められるようになった。だが新潟県も豊富な只見川の水を利用したいとして「只見川分流案」を呈示、更に旧東京電燈を母体とする日本発送電関東支社は尾瀬沼をダム化（尾瀬原ダム計画）して利根川分水する「尾瀬分水案」を企画し調整がつかぬまま戦争により事業は一時中断した。
戦後、荒廃した国土を復興するために電源開発の重要性が一段と高まったが、既に只見川では1947年に「只見川筋水力開発計画概要」が日本発送電によって纏められている。内容は戦前の案と同様で只見川に11か所、阿賀野川に6か所、伊南川に3か所、大津岐川に1か所の水力発電所・ダムを建設するものでありこの中で奥只見ダムは堤高150.0m、総貯水容量580,000,000m3、認可出力385,000kWのダム式発電所として計画されている。この案での開発が行われると当時開発可能な発電水力は推定1,960,000kWであり、東北地方の当時計画されていた発電水力の4分の3を占める一大電源開発地帯となることから俄然只見川への注目が集まった。
1951年、「国土総合開発法」に基づき政府は全国22地域を「総合開発特定地域」に指定し、ダム建設を始めとする大規模な河川総合開発を実施し地域の治水と経済・産業・農業発展を図ろうとした。これが「特定地域総合開発計画」であり、只見川はその包蔵水力の豊富さから当時電力不足が慢性的に続いていた首都圏への送電を図る為特定地域に指定され、「只見特定地域総合開発計画」事業の一環として「只見川電源開発事業」が動き出したのである。1951年、日本発送電は過度経済力集中排除法により全国9電力会社に分割・民営化され、只見川の水力発電事業は東北電力が継承した。一方電源開発のさらなる促進を図るため国策での新規電力事業を行うことを目的に翌1952年「電源開発促進法」が施行され、国営企業である電源開発株式会社が発足した。1953年に電源開発調整審議会において只見川電源開発事業における電源開発・東北電力の事業調整が行われ、奥只見ダム・前沢ダム（後の大鳥ダム）・田子倉ダム・滝ダムは電源開発が所管し、本名ダム等残り全てのダム・発電所に関しては東北電力が所管する事で調整が付き、この中で奥只見ダムの建設計画が正式に決定された。

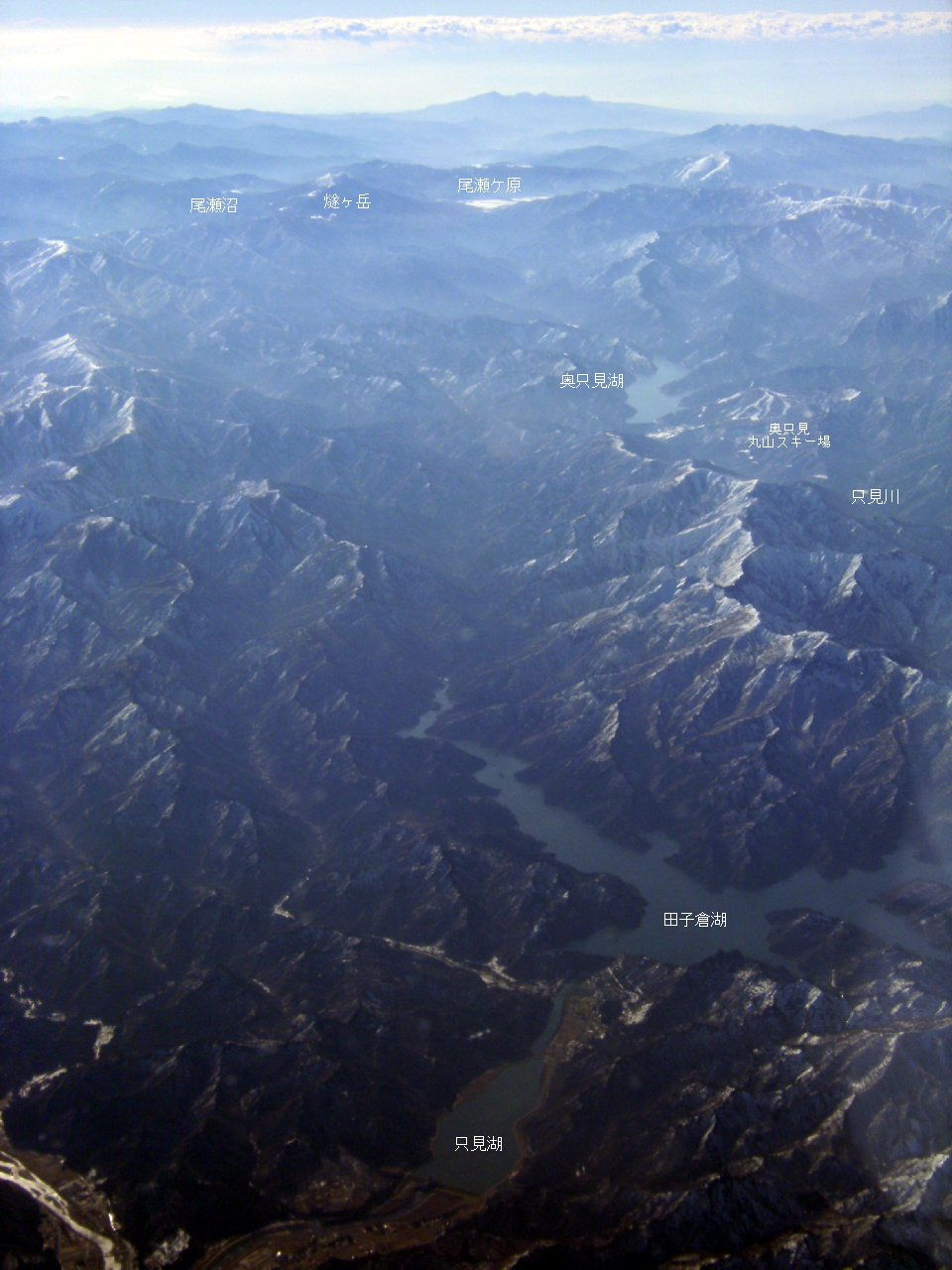
只見川・田子倉湖と奥只見湖、尾瀬
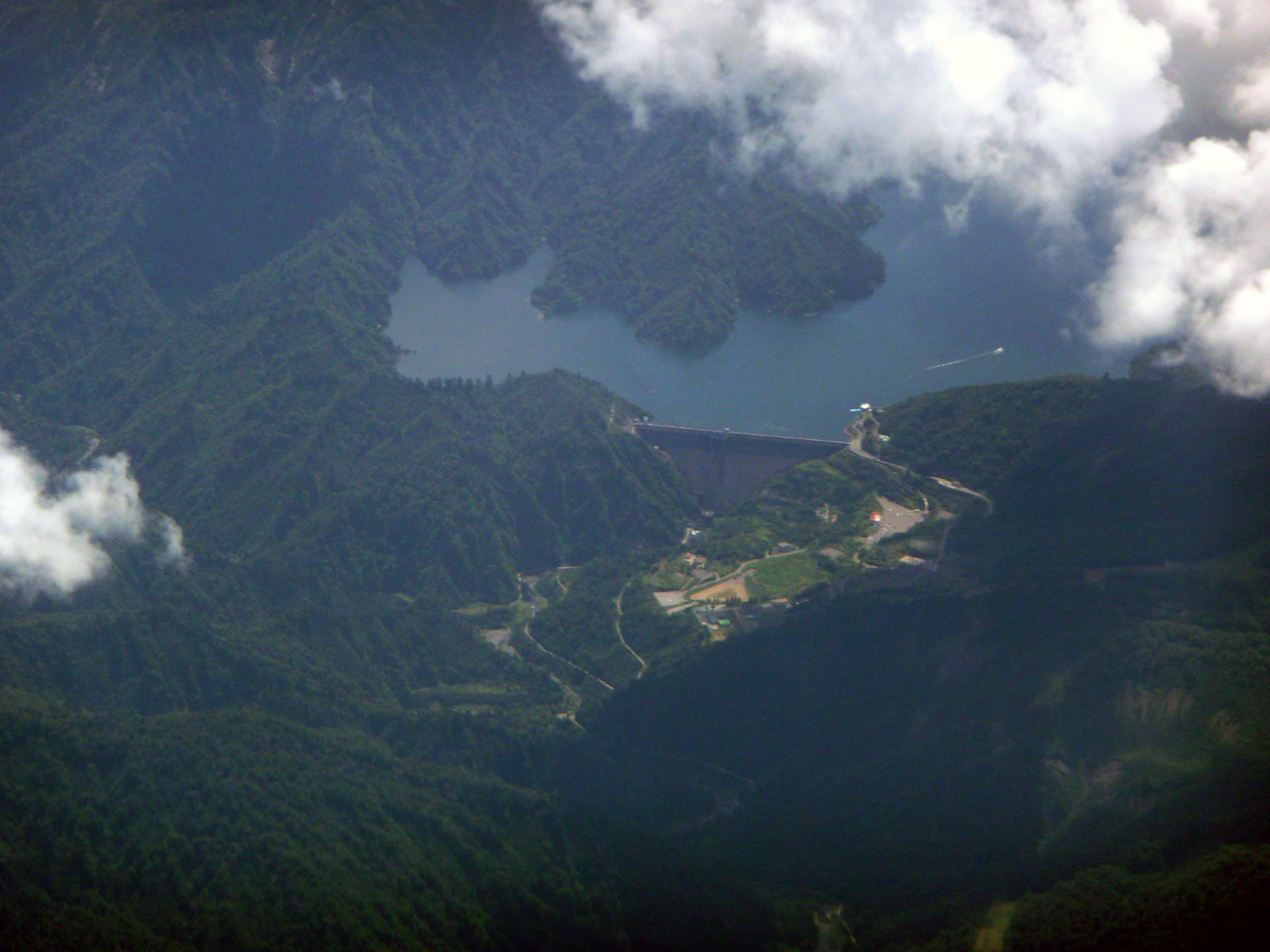
奥只見ダム空撮

### 難航する補償と工事
こうして現在地点にダム建設が計画された訳であるが、先ず問題となったのは補償交渉であった。ダム水没地は明暦年間に越後高田藩が銀山を開発して以降集落が形成され、予定された水没世帯数は38世帯であった。だが下流に1949年より実施計画調査を始めていた田子倉ダムが、田子倉集落の猛反対に遭い、その対策として電源開発が福島県知事斡旋案を一旦受け入れたことによる「田子倉ダム補償事件」が1954年に発生した。当時の補償額相場を遥かに凌駕する補償額呈示に対し河川行政を所管する建設省（現国土交通省）と電力行政を所管する通商産業省（現経済産業省）が猛反発。結果として相場に近い額で補償妥結となったが、奥只見ダムを含む全国のダム建設に多大な影響を与えた。ダム補償交渉は同年末に妥結されたが、1戸当たり300万円～700万円の補償額であったという。これは当時住宅1軒の建売り価格が100万円程度であったことを考えると破格の額である。
補償妥結後、1954年12月より資材運搬用道路の建設に取り掛かった。ダムサイトは険阻な山岳地帯で且つ豪雪地帯である為、尋常の手段では順調な建設進捗は望むべくもなかった。このため国道352号・枝折峠を貫く総延長22kmの道路建設を企図した。豪雪に備えるため総延長のうち18kmはトンネルとするものである。これが後の奥只見シルバーラインであるが、着工から3年後の1957年11月に完成するまでの間に延180万人の人員を投入、最盛期には1日当たり3,700人が建設に従事する難工事でもあった。工事に伴う殉職者は44名で内17名は雪崩や凍死によるものであった。工事用道路建設が終了しこの年の5月より本体工事に着手したが、トンネル建設と同様に険阻な地形と厳しい気象条件に度々阻まれた。加えて夏季には未開の渓流であるために大量のブヨが発生し工事関係者を襲うなど自然の脅威に悩まされ続けた。
1960年には本体工事も最終局面を迎え、一部湛水を行いながら発電を開始。翌1961年7月、ダムは完成し発電も本格稼動することになった。総工費は約360億円であり、同時期に完成した黒部ダム（黒部川）と並んで日本のダムの歴史における金字塔となった。

## 奥只見発電所
奥只見発電所は、完成当初の認可出力は360,000kWと下流の田子倉発電所 (380,000kW) に次ぎ一般水力発電所としては全国第2位の出力だった。発電した電力は送電線を通じ東京電力と東北電力に送られている。
この360,000kWの電力は東芝製発電機3基により発電されていた。
だがその後も首都圏の電力需要は増え続ける一方であり、夏季ピーク時の電力消費量は供給量の限界近くに達する事が度々あり、放置すれば大停電という事態を招きかねなかった。この問題に対し電源開発は首都圏のピーク期電力の需給安定を図る為、奥只見発電所の増設を計画した。だがこれに対し、既に釣りのメッカであった奥只見湖が水質悪化したり周辺地域の自然が破壊されるとして、地元住民や釣り客等から懸念の声が上がった。
この声に電源開発は住民に対する説明会などを開く一方で自然への影響を最小限に抑える為、増設工事の工法に工夫がなされた。発電所に送水する為の送水鉄管増設に際しては、貯水したままダムの設置地点に遮水壁を設け、水を抜き穴を開ける工法を用い、その後送水管を通すことで貯水池の水質を保全する対策を採った。また、越後三山只見国定公園に指定されていることから工事用地使用の環境への影響を最小限に抑えるべく、湿地及び湿地に生きる昆虫等の保全のための緑地公園を造成。緑地公園完成後は「八崎造成地」として観光客に開放した。さらに付近の山岳地帯は天然記念物のイヌワシ繁殖地である為、営巣活動期間の11月～6月は工事を中止し、その他の期間でも工事車両の通行を抑制したり屋外では赤色など刺激色を使用しない等、環境に高度に配慮した工事を展開した。
これらの工夫が行われながら1999年7月より開始した増設工事は2003年6月に完了し、「只見川筋水力開発計画概要」通り認可出力360,000kWだった出力は、200,000kW増やし認可出力560,000kWという日本最大の一般水力発電所としてリニューアルした。増設分も含め、発電された電気は首都圏等の電力需要に応え、電力の安定的な供給に寄与している。
この増設工事で東芝製発電機1基を追加し、奥只見発電所の発電機総数は4基となった。
ダム近傍には電源開発によって入場観覧無料のPR施設である「奥只見電力館」が備えられ、ダム・発電所の役割や構造、歴史などをわかり易く学ぶ事が出来る。また奥只見発電所で実際に使われていた水車の部品なども展示している。

## 奥只見湖

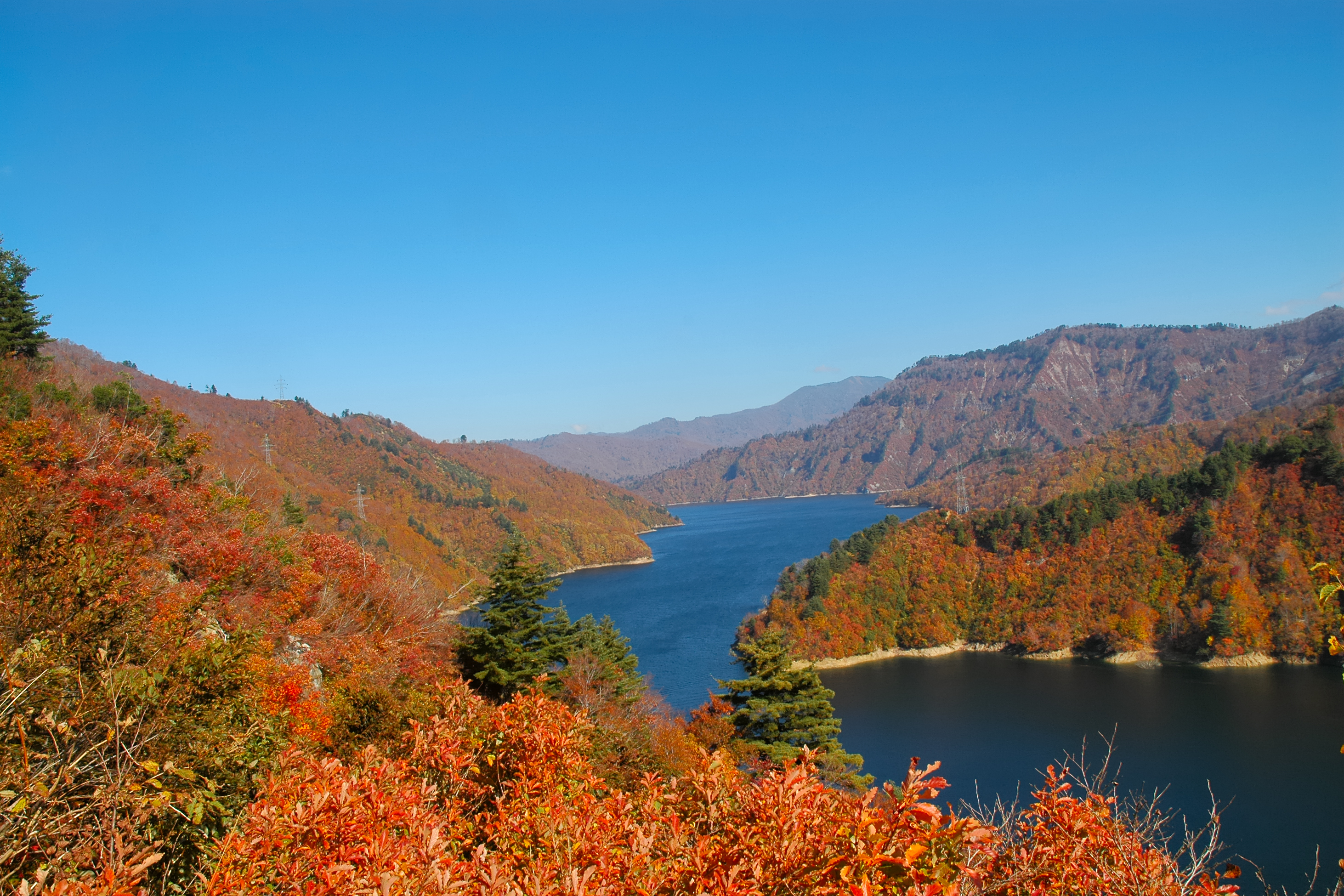
秋の奥只見湖

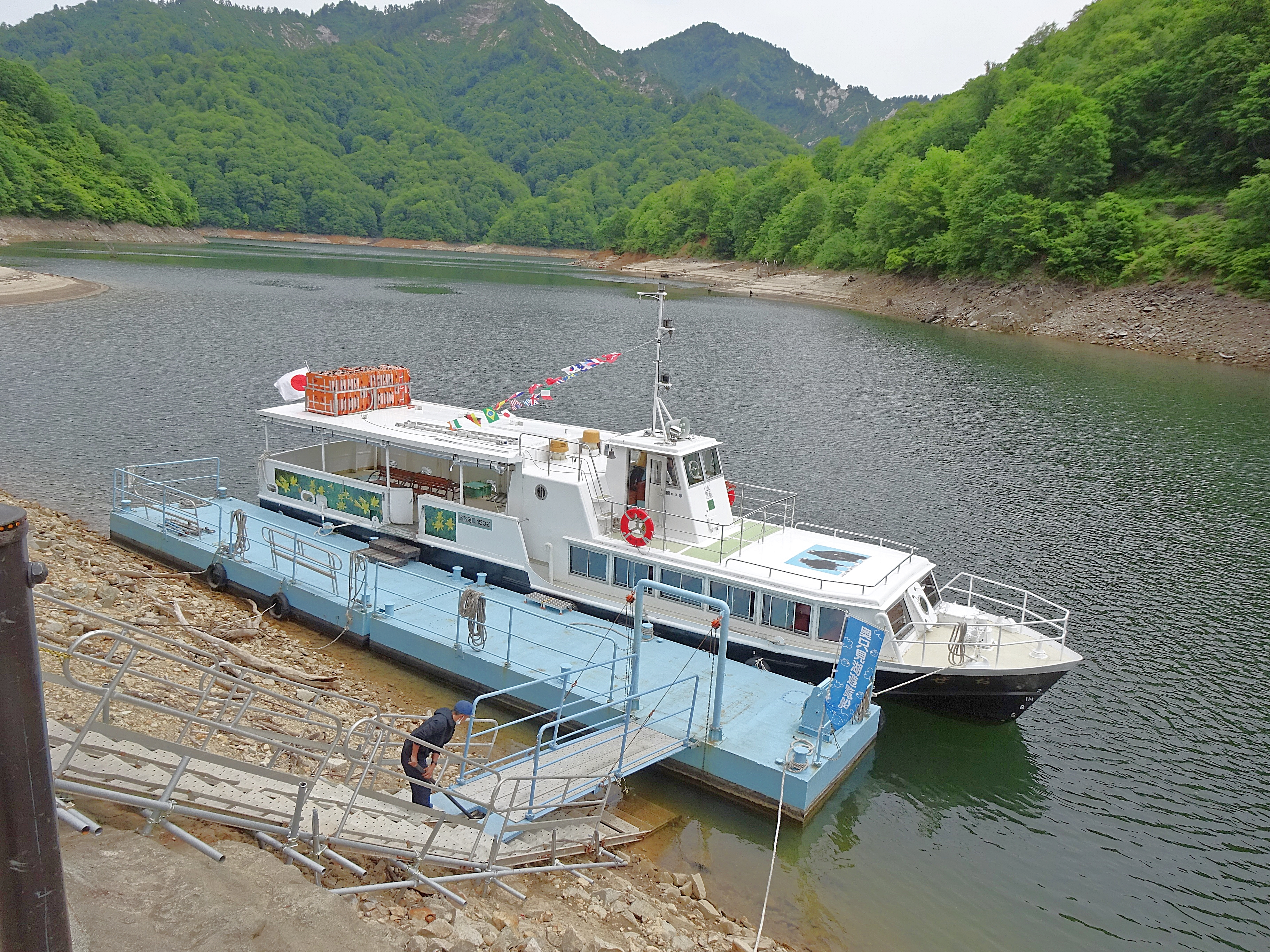
奥只見湖の尾瀬口港桟橋

奥只見湖（おくただみこ）は、奥只見ダムによって形成される人造湖。正式には銀山湖（ぎんざんこ）と呼ぶ。その巨大さは完成以降徳山ダムに抜かれるまで貯水容量日本一を誇っていた。
2005年に魚沼市の推薦により財団法人ダム水源地環境整備センターが選定するダム湖百選に選ばれているこの人造湖は、ダムや湖をモチーフに多くの小説家が小説を執筆している。特に三島由紀夫がダム設計技師の青年と人妻の出会いから破局までの愛の軌跡を描いた『沈める滝』は有名である。そして、奥只見湖をこよなく愛した文豪も居た。作家にして大の釣り師としても著名な開高健である。
1970年6月、開高は『夏の闇』執筆の最終段階に入り湖畔の銀山平にて仕上げに掛かっていた。この地に2か月滞在していたがこの間に奥只見湖の魅力に惹かれ、これ以後度々訪れては釣りと景色を満喫していたという。当時開高が奥只見湖を評して『銀山湖畔の水は水の味がし、木は木であり、雨は雨であった』と表現し自然と同化する湖を激賞していた。だが当時よりイワナの大物が釣れる湖として有名であった奥只見湖は、密漁等による乱獲で漁業資源が著しく減少していた。
これに対し、1975年に開高は「奥只見の魚を育てる会」を結成。地元住民や漁獲減少を憂う釣り師に対しアドバイスを行い、禁漁区の設置など密漁防止の為の対策を講じた。こうした活動が実を結び1981年、湖に注ぐ北の又川が日本で初となる通年禁漁区に当局から指定された。北の又川はイワナやヤマメの産卵域であり、漁業資源保護の為の対策である。こうして奥只見湖にはイワナ・ヤマメの他ニジマス・サクラマス等が泳ぐ天然魚の宝庫となり、運がよければ60cmを超える大イワナが釣れるという（※前出の奥只見電力館で剥製を見ることが出来る）。開高死後も会の活動は続けられている。
1990年代後半にはブラックバスの密放流が問題となり、早急な対策が迫られた。1999年（平成11年）8月、奥只見湖でコクチバスの存在が確認された。既に全国各地で在来魚への影響が問題視されていたこともあって、「育てる会」は奥只見湖の漁業権を保持する魚沼漁業協同組合にブラックバス対策を要望した。これを受け魚沼漁協は新潟県内水面試験場と共同で同年10月にブラックバスの捕獲調査を実施した。この結果密放流によると思われるブラックバスの生息が確認された。漁協では駆除を図り、新潟県は12月に「外来魚のリリース禁止」を決定した。
漁協や「育てる会」はこの後バス擁護派とシンポジウムなどで意見交換を行ったが、「感情論だけではバス問題は解決しない」として賛同するバスプロやバス釣り愛好家に呼びかけて奥只見湖におけるバスの駆除や密放流防止を共同して行った。だが、最大のバス釣り擁護派である日本釣具振興会が2001年（平成13年）にバス駆除を名目とした「奥只見湖ブラックバス釣り大会」の開催を魚沼漁協に要望したが、「育てる会」はさらなる密放流を招くなどの理由から開催に反対、漁協も「いかなる理由であれ、奥只見湖においてブラックバスを釣るための大会は行わせない」として振興会の提案を拒絶している。

## 観光

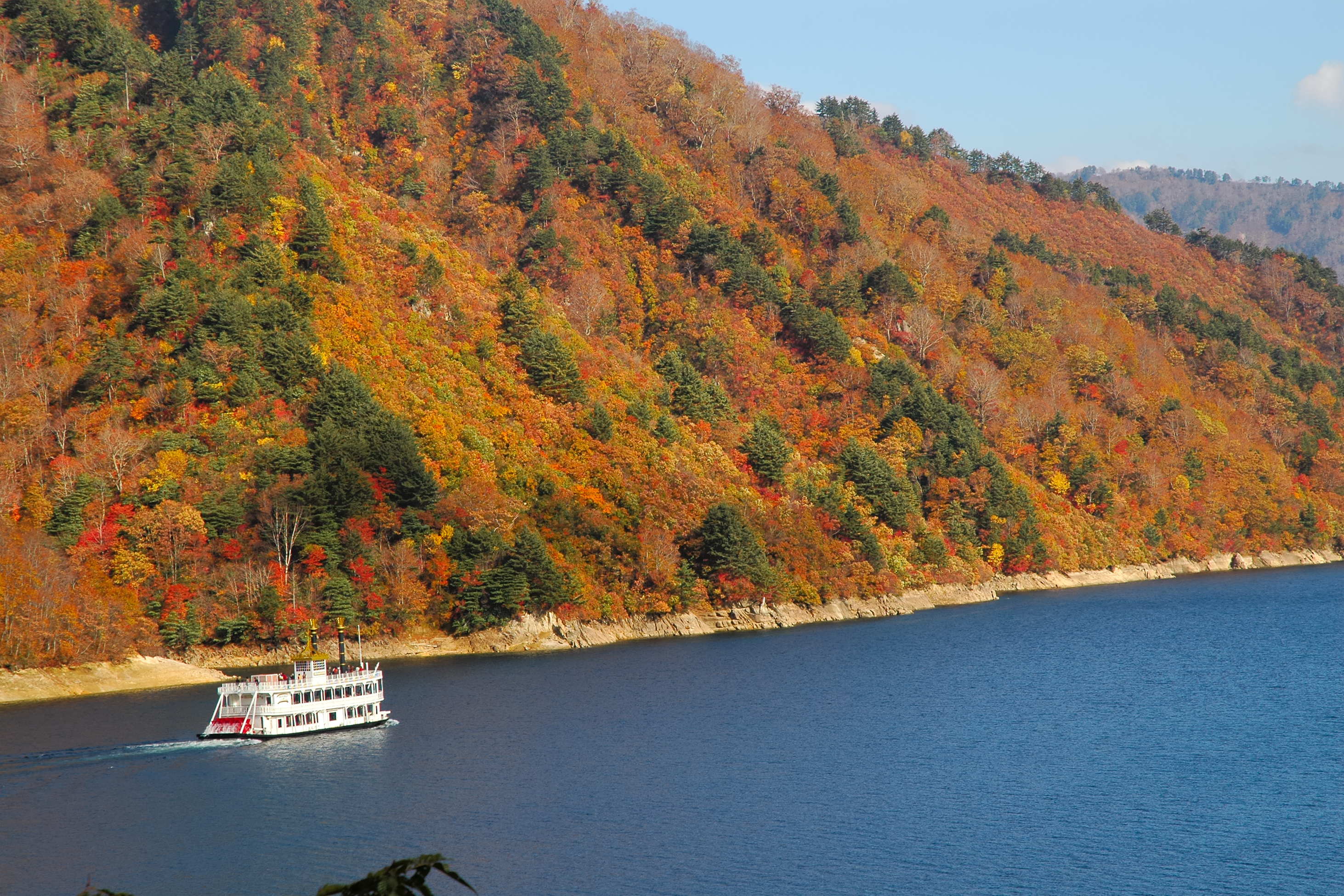
奥只見湖を周遊する遊覧船

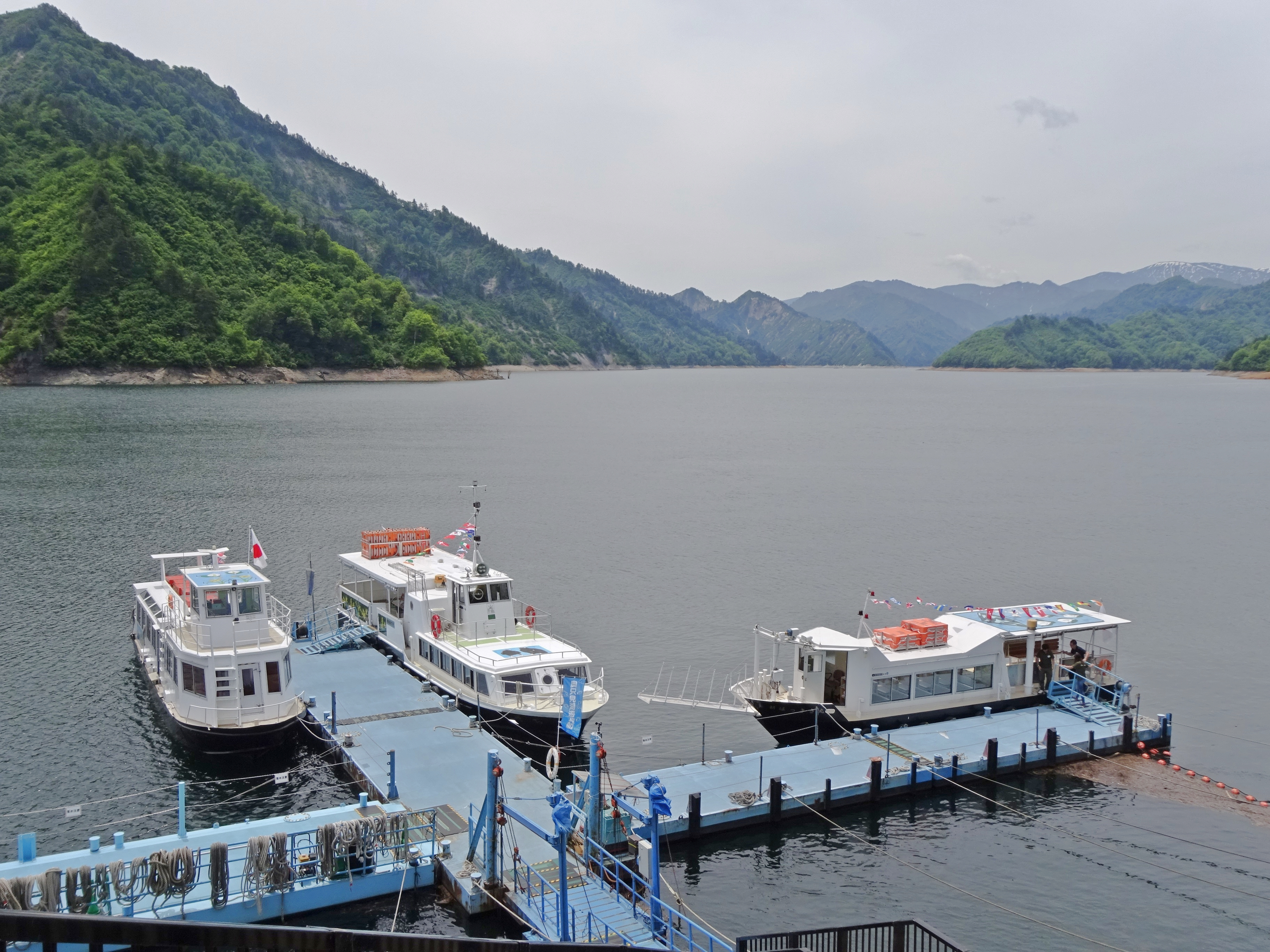
使用される遊覧船たち

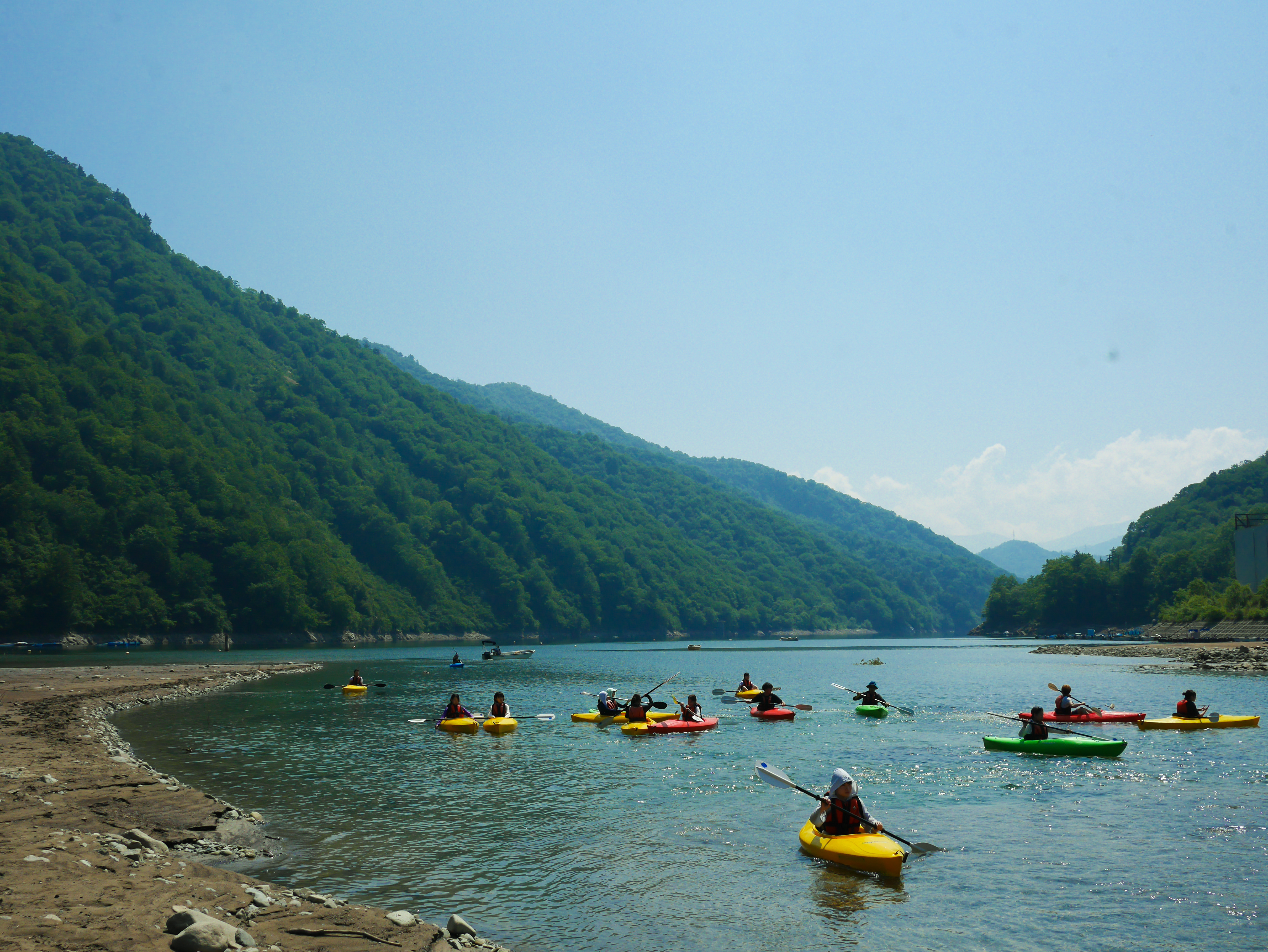
奥只見湖のカヌー体験（2019年8月）

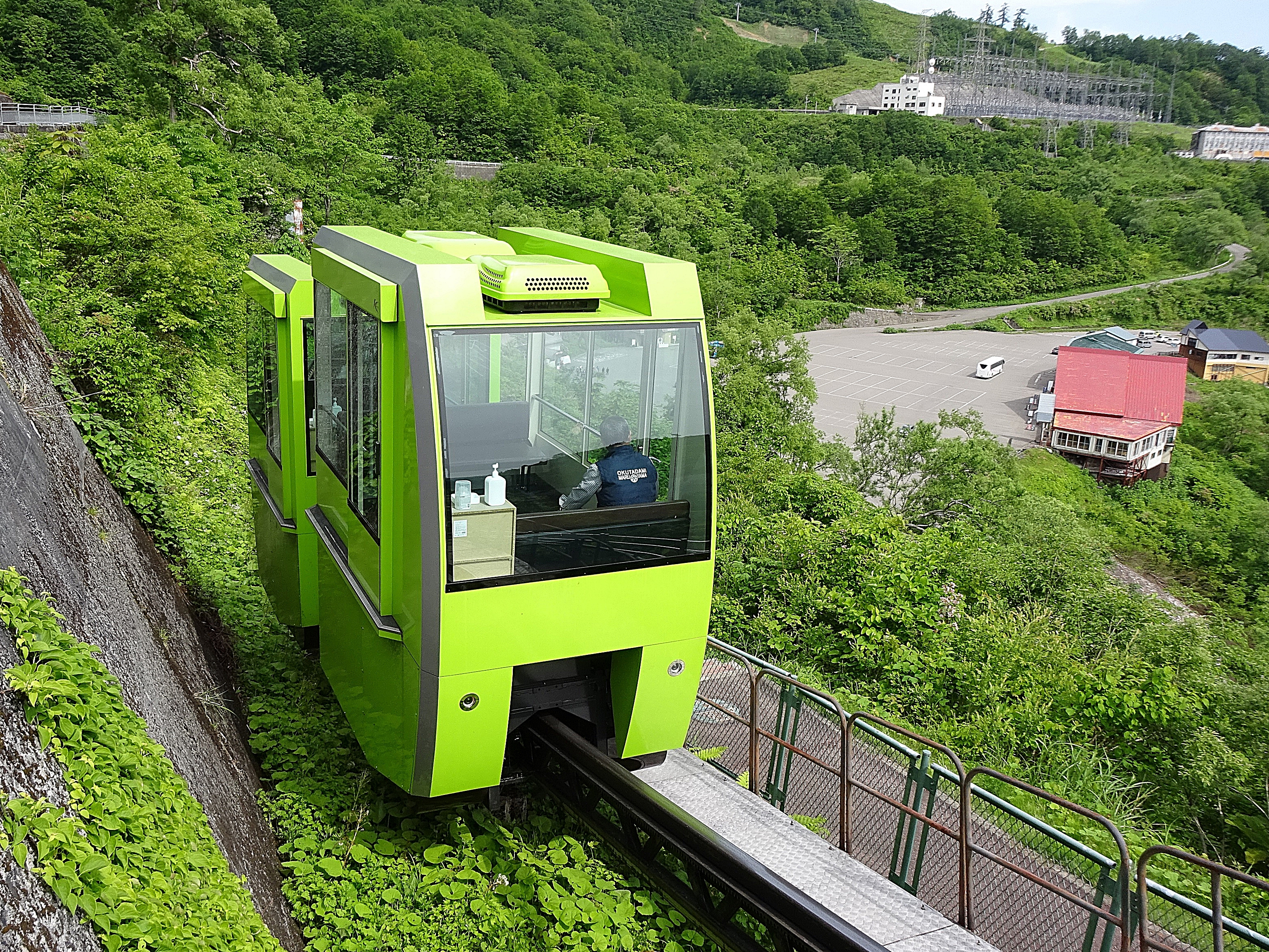
奥只見スロープカー

奥只見ダム周辺はこの地区の観光の要衝でもあり、観光客は年間60万人程といわれる。
東京から新幹線併用で2時間半程度、自家用車で3時間半程度と首都圏からのアクセスが比較的良い秘境として知られており、特に紅葉の時期は多数のバスツアーコースに組み込まれるほど人気がある。
ダムへは新潟県側と福島県桧枝岐側から行くことができるが、只見町中心部から行くことはできない。逆に奥只見ダムから田子倉ダム方面に行くこともできない。直下流にある大鳥ダム（重力式アーチダム・83.0 m）までは道路があるものの、大鳥ダムは一般人立入禁止のため通行は不可能である。国道352号が最寄の幹線道路ということになり、新潟県側からの尾瀬への玄関口でもある。ただし枝折峠から奥只見湖沿いを通り尾瀬・檜枝岐へ向かうルートは、断崖絶壁に沿った隘路でカーブも多く、車の転落事故が時々起こっている（俗に言う「酷道」）ため、運転には細心の注意が必要である。
ダムに向かう奥只見シルバーラインは1969年（昭和44年）より電源開発から新潟県に管理が移管され、現在は新潟県道50号小出奥只見線として年間15万台以上が利用する観光道路となっている。片側1車線であるが大半はトンネルであり、路面は湧水等でウエットな事が多い。この為通年二輪車の通行が禁止であり、冬季は路面の凍結・氷塊形成が起こるので全面通行止めになる。
二輪車などは国道352号線経由で銀山平、奥只見湖まで至ることができるが、尾根伝いに渡るカーブの多い道路であり、冬季閉鎖期間も12月頃から6月頃までとシルバーラインより長い。また奥只見ダム堤体付近へ行く為にはシルバーライン経由か遊覧船以外に交通路がないので、二輪車では奥只見ダムへ至ることができない。
シルバーラインには枝折峠を通過した所に唯一の交差点があるが、これを曲がると銀山平に至る。開高健が滞在したこの地には銀山平温泉があり、釣り人や越後駒ヶ岳、荒沢岳、平ヶ岳の登山、尾瀬方面ハイキングなどの客が泊まる閑静な温泉宿として知られるが、近年は日帰り温泉施設、キャンプ場、ログハウスなど観光開発が進んでいる。
ダム付近には春スキーのメッカである奥只見丸山スキー場があるが、このスキー場は奥只見シルバーライン以外の交通アクセスが無い為に冬季閉鎖中はスキー場も閉鎖される。冬季は閉まる珍しいスキー場であるが、4月下旬～6月初旬まではスキーを楽しむことができる。
スキー場には宿泊施設が隣接しており、冬季前後のスキー等は勿論、グラウンドなどもあるため夏季はスポーツや学習の避暑合宿地として賑わう。特にカヌーは広大な湖面と一帯の原生林、万年雪を見られることなどから、最近増えてきている。
先述の通りダム湖は巨大なイワナを始めサクラマス・ワカサギ・ヤマメ等が釣れる釣りのメッカであり、釣り客が冬季以外通年訪れる。湖岸の地形が急峻なため、ほとんどがボートによる釣りか支流での渓流釣りである。
ダムサイト付近からは遊覧船が運航している。
銀山平、尾瀬口との間とダム回遊のコースがあり、年間10万人程の利用者がある。外輪船も就航しており春の新緑と残雪・秋の紅葉には大勢の観光客で賑わう他、尾瀬方面の交通手段としても重要である。また観光店が冬季閉鎖時期以外常時営業しており、この駐車場から奥只見電力館、遊覧船乗り場は階段を含む遊歩道の他、大人100円（小人50円）で乗ることができるスロープカーが運転されている。なお、奥只見電力館（入場観覧無料）はスロープカー終点より更に坂を数分上り、民宿の真ん中を通り抜けた先にある。

## 奥只見ダムが登場する作品

### 小説
- 沈める滝（三島由紀夫）
- ホワイトアウト（真保裕一）　作中の奥遠和ダムは、奥只見ダムがモデル（映画台本などが奥只見電力館で見ることが出来る）

### 漫画
- ダムマンガ（井上よしひさ）

## 交通アクセス
- 自動車での利用･･･関越自動車道・魚沼インターチェンジより奥只見シルバーライン経由。
  - 東京方面：関越自動車道・練馬インターチェンジからダムまで約3時間30分。
  - 新潟方面：北陸自動車道・新潟中央インターチェンジからダムまで約2時間。
  - 会津方面：磐越自動車道・会津若松インターチェンジから約3時間10分。
- 公共交通機関での利用･･･JR浦佐駅より南越後観光バスの「シルバーライン経由奥只見ダム行き」で終点まで。
  - 東京方面：東京駅より約2時間35分（待ち時間除く）。
  - 新潟方面：新潟駅より約1時間40分（待ち時間除く）。